# Municipio de Icard
El municipio de Icard (en inglés: Icard Township) es un municipio ubicado en el  condado de Burke en el estado estadounidense de Carolina del Norte. En el año 2010 tenía una población de 17.628 habitantes.

## Geografía
El municipio de Icard se encuentra ubicado en las coordenadas 35°43′21.47″N 81°27′13.32″O / 35.7226306, -81.4537000.